# Gran Premio de España de Motociclismo de 2003
El Gran Premio de España de motociclismo de 2003 fue la tercera prueba del Campeonato del Mundo de Motociclismo de 2003. Tuvo lugar en el fin de semana del 9 al 11 de mayo de 2003 en el Circuito Permanente de Jerez, situado en la ciudad andaluza de Jerez de la Frontera, España. La carrera de MotoGP fue ganada por Valentino Rossi, seguido de Max Biaggi y Troy Bayliss. Toni Elías ganó la prueba de 250cc, por delante de Roberto Rolfo y Randy de Puniet. La carrera de 125cc fue ganada por Lucio Cecchinello, Steve Jenkner fue segundo y Alex de Angelis tercero.

## Resultados

### Resultados MotoGP
| Pos     | N.º | Piloto             | Constructor | Vueltas | Tiempo/Retirado | Parrilla | Puntos |
| ------- | --- | ------------------ | ----------- | ------- | --------------- | -------- | ------ |
| 1       | 46  | Valentino Rossi    | Honda       | 27      | 46:50.345       | 5        | 25     |
| 2       | 3   | Max Biaggi         | Honda       | 27      | +6.333          | 3        | 20     |
| 3       | 12  | Troy Bayliss       | Ducati      | 27      | +12.077         | 2        | 16     |
| 4       | 11  | Tohru Ukawa        | Honda       | 27      | +16.186         | 4        | 13     |
| 5       | 4   | Alex Barros        | Yamaha      | 27      | +18.630         | 15       | 11     |
| 6       | 6   | Makoto Tamada      | Honda       | 27      | +24.153         | 12       | 10     |
| 7       | 21  | John Hopkins       | Suzuki      | 27      | +30.959         | 7        | 9      |
| 8       | 56  | Shinya Nakano      | Yamaha      | 27      | +31.218         | 13       | 8      |
| 9       | 9   | Nobuatsu Aoki      | Proton KR   | 27      | +36.002         | 8        | 7      |
| 10      | 19  | Olivier Jacque     | Yamaha      | 27      | +37.566         | 9        | 6      |
| 11      | 41  | Noriyuki Haga      | Aprilia     | 27      | +43.753         | 18       | 5      |
| 12      | 99  | Jeremy McWilliams  | Proton KR   | 27      | +43.894         | 14       | 4      |
| 13      | 10  | Kenny Roberts, Jr. | Suzuki      | 27      | +48.891         | 17       | 3      |
| 14      | 45  | Colin Edwards      | Aprilia     | 27      | +52.128         | 11       | 2      |
| 15      | 88  | Andrew Pitt        | Kawasaki    | 27      | +1:08.179       | 20       | 1      |
| 16      | 66  | Alex Hofmann       | Kawasaki    | 27      | +1:08.372       | 21       |        |
| 17      | 33  | Marco Melandri     | Yamaha      | 27      | +1:31.010       | 16       |        |
| 18      | 8   | Garry McCoy        | Kawasaki    | 26      | +1 Vuelta       | 22       |        |
| Ret     | 65  | Loris Capirossi    | Ducati      | 12      | Accidente       | 1        |        |
| Ret     | 69  | Nicky Hayden       | Honda       | 8       | Accidente       | 19       |        |
| Ret     | 15  | Sete Gibernau      | Honda       | 6       | Accidente       | 6        |        |
| Ret     | 7   | Carlos Checa       | Yamaha      | 3       | Retirado        | 10       |        |
| Fuente: |     |                    |             |         |                 |          |        |

### Resultados 250cc
| Pos     | N.º | Piloto             | Constructor | Vueltas | Tiempo/Retirado | Parrilla | Puntos |
| ------- | --- | ------------------ | ----------- | ------- | --------------- | -------- | ------ |
| 1       | 24  | Toni Elías         | Aprilia     | 26      | 46:10.793       | 6        | 25     |
| 2       | 3   | Roberto Rolfo      | Honda       | 26      | +0.521          | 4        | 20     |
| 3       | 7   | Randy de Puniet    | Aprilia     | 26      | +0.539          | 1        | 16     |
| 4       | 54  | Manuel Poggiali    | Aprilia     | 26      | +0.607          | 2        | 13     |
| 5       | 14  | Anthony West       | Aprilia     | 26      | +12.048         | 7        | 11     |
| 6       | 5   | Sebastián Porto    | Honda       | 26      | +14.204         | 8        | 10     |
| 7       | 10  | Fonsi Nieto        | Aprilia     | 26      | +22.463         | 5        | 9      |
| 8       | 8   | Naoki Matsudo      | Yamaha      | 26      | +37.840         | 10       | 8      |
| 9       | 6   | Alex Debón         | Honda       | 26      | +42.820         | 16       | 7      |
| 10      | 11  | Joan Olivé         | Aprilia     | 26      | +48.821         | 19       | 6      |
| 11      | 21  | Franco Battaini    | Aprilia     | 26      | +52.185         | 3        | 5      |
| 12      | 26  | Alex Baldolini     | Aprilia     | 26      | +54.704         | 23       | 4      |
| 13      | 34  | Eric Bataille      | Honda       | 26      | +56.089         | 11       | 3      |
| 14      | 15  | Christian Gemmel   | Honda       | 26      | +57.708         | 15       | 2      |
| 15      | 28  | Dirk Heidolf       | Aprilia     | 26      | +1:03.433       | 20       | 1      |
| 16      | 13  | Jaroslav Huleš     | Yamaha      | 26      | +1:08.944       | 21       |        |
| 17      | 96  | Jakub Smrž         | Honda       | 26      | +1:18.200       | 22       |        |
| 18      | 57  | Chaz Davies        | Aprilia     | 26      | +1:18.401       | 18       |        |
| 19      | 40  | Álvaro Molina      | Aprilia     | 26      | +1:25.198       | 24       |        |
| 20      | 18  | Henk vd Lagemaat   | Honda       | 25      | +1 Vuelta       | 25       |        |
| 21      | 39  | Luis Manuel Castro | Yamaha      | 25      | +1 Vuelta       | 26       |        |
| Ret     | 16  | Johan Stigefelt    | Aprilia     | 22      | Accidente       | 12       |        |
| Ret     | 50  | Sylvain Guintoli   | Aprilia     | 14      | Accidente       | 9        |        |
| Ret     | 9   | Hugo Marchand      | Aprilia     | 14      | Retirado        | 13       |        |
| Ret     | 33  | Héctor Faubel      | Aprilia     | 5       | Accidente       | 17       |        |
| Ret     | 36  | Erwan Nigon        | Aprilia     | 2       | Retirado        | 14       |        |
| DNS     | 42  | Grégory Leblanc    | Honda       |         |                 |          |        |
| DNQ     | 98  | Katja Poensgen     | Honda       |         |                 |          |        |
| Fuente: |     |                    |             |         |                 |          |        |

### Resultados 125cc
| Pos     | N.º | Piloto            | Constructor | Vueltas | Tiempo/Retirado | Parrilla | Puntos |
| ------- | --- | ----------------- | ----------- | ------- | --------------- | -------- | ------ |
| 1       | 4   | Lucio Cecchinello | Aprilia     | 23      | 41:52.177       | 2        | 25     |
| 2       | 17  | Steve Jenkner     | Aprilia     | 23      | +0.088          | 5        | 20     |
| 3       | 15  | Alex de Angelis   | Aprilia     | 23      | +0.378          | 3        | 16     |
| 4       | 3   | Dani Pedrosa      | Honda       | 23      | +1.385          | 4        | 13     |
| 5       | 7   | Stefano Perugini  | Aprilia     | 23      | +1.507          | 12       | 11     |
| 6       | 27  | Casey Stoner      | Aprilia     | 23      | +11.402         | 11       | 10     |
| 7       | 80  | Héctor Barberá    | Aprilia     | 23      | +11.496         | 7        | 9      |
| 8       | 41  | Youichi Ui        | Aprilia     | 23      | +15.577         | 6        | 8      |
| 9       | 34  | Andrea Dovizioso  | Honda       | 23      | +18.604         | 8        | 7      |
| 10      | 6   | Mirko Giansanti   | Aprilia     | 23      | +18.897         | 9        | 6      |
| 11      | 8   | Masao Azuma       | Honda       | 23      | +23.532         | 17       | 5      |
| 12      | 12  | Thomas Lüthi      | Honda       | 23      | +23.600         | 20       | 4      |
| 13      | 23  | Gino Borsoi       | Aprilia     | 23      | +23.810         | 15       | 3      |
| 14      | 58  | Marco Simoncelli  | Aprilia     | 23      | +24.208         | 10       | 2      |
| 15      | 48  | Jorge Lorenzo     | Derbi       | 23      | +25.139         | 22       | 1      |
| 16      | 36  | Mika Kallio       | Honda       | 23      | +25.230         | 14       |        |
| 17      | 19  | Álvaro Bautista   | Aprilia     | 23      | +27.742         | 16       |        |
| 18      | 26  | Emilio Alzamora   | Derbi       | 23      | +28.511         | 23       |        |
| 19      | 79  | Gábor Talmácsi    | Aprilia     | 23      | +29.036         | 13       |        |
| 20      | 42  | Gioele Pellino    | Aprilia     | 23      | +59.993         | 25       |        |
| 21      | 24  | Simone Corsi      | Honda       | 23      | +1:02.499       | 21       |        |
| 22      | 1   | Arnaud Vincent    | KTM         | 23      | +1:02.545       | 19       |        |
| 23      | 32  | Fabrizio Lai      | Malaguti    | 23      | +1:02.841       | 26       |        |
| 24      | 11  | Max Sabbatani     | Aprilia     | 23      | +1:03.046       | 18       |        |
| 25      | 70  | Sergio Gadea      | Aprilia     | 23      | +1:11.364       | 33       |        |
| 26      | 25  | Imre Tóth         | Honda       | 23      | +1:11.453       | 28       |        |
| 27      | 81  | Ismael Ortega     | Aprilia     | 23      | +1:11.693       | 31       |        |
| 28      | 63  | Mike Di Meglio    | Aprilia     | 23      | +1:20.298       | 32       |        |
| 29      | 71  | Rubén Catalán     | Aprilia     | 23      | +1:34.875       | 34       |        |
| 30      | 21  | Leon Camier       | Honda       | 23      | +1:34.935       | 36       |        |
| Ret     | 10  | Roberto Locatelli | KTM         | 12      | Retirado        | 30       |        |
| Ret     | 22  | Pablo Nieto       | Aprilia     | 9       | Retirado        | 1        |        |
| Ret     | 33  | Stefano Bianco    | Gilera      | 3       | Accidente       | 24       |        |
| Ret     | 14  | Chris Martin      | Aprilia     | 1       | Accidente       | 27       |        |
| Ret     | 69  | David Bonache     | TSR         | 1       | Retirado        | 35       |        |
| Ret     | 31  | Julián Simón      | Malaguti    |         | Retirado        | 29       |        |
| Ret     | 78  | Péter Lenart      | Honda       | 0       | Retirado        | 37       |        |
| Fuente: |     |                   |             |         |                 |          |        |